# 奈及利亞人權
奈及利亞人權受該國1999年現行憲法保護。雖然尼日利亞根據該憲法在人權方面做出了重大改進，但還有需要進一步改進的領域，其中包括博科聖地的虐待、政府部隊的殺戮、缺乏社會平等和言論自由問題。人權觀察的2015年世界報告指出，奈及利亞人權在博科聖地加大暴力和政府腐敗之下繼續遭到破壞。
尼日利亚自1960年獨立到1999年民主化期间，共發生了七次軍事政變，產生了七屆軍政府，其中便有以嚴重侵犯人權而著稱的易卜拉欣·巴班吉達政權。儘管尼日利亞一直積極加入國際人權條約，但這些條約在國內的實施卻遇到了挑戰。尼日利亞於1979年採用總統制，但實際上是在二元制度下運作，除非得到尼日利亞立法機構的批准，否則不能適用國際條約。
奈及利亞憲法保護公民和政治權利，《非洲憲章》等國際條約也將保護範圍擴大到文化、社會經濟和群體權利。但因尼日利亚宪法是最高法律，尼日利亞最高法院往往以有利於憲法的方式解決衝突，因此限制了潛在人權的擴展。

## 言論自由
當巴班吉達將軍於1985年掌權並廢除了將發布任何被認為有損政府利益的材料定為犯罪行為的1984年第4號法令時，人民和媒體重新燃起了對言論自由的希望。在巴班吉達政權內部，出現了一段政治寬容时期。然而，當該政權開始監禁批評者並解僱不宣揚他們的觀點和理念的政府職員時，這種對人權的短暫寬容期就结束了。與尼日利亞後殖民歷史上的任何其他政權相比，該政權關閉了更多的報紙並取締了更多組織。
尼日利亞的記者經常受到恐嚇和被國家安全局進行涉及監禁威脅的“談話”。報紙不斷被關閉。1990年，The Republic、Newbreed、Lagos Daily News、The Punch等报社相继被聯邦政府關閉。虽然尼日利亞1999年新憲法中赋予公民的言論自由权利，但誹謗法隨後獲得通過。批評人士認為，儘管新聞自由的情況有所改善，但仍有改進的餘地。尼日利亞在自由之家發布的2011年新聞自由報告中被描述為“部分自由”。
2020年4月26日，無國界記者发布的新闻自由指数中尼日利亞排于第115位。無國界記者对此排名给出了殺害、拘留和虐待記者以及尼日利亞政府有針對性地縮小公民自由空間等理由。這個排名高於透明國際在今年早些時候就腐敗問題給予尼日利亞146的排名。無國界記者報告進一步指出“虽然尼日利亚拥有百余家独立媒体，是享有真正媒体多元化的非洲国家，但媒体却很难将议题发展到涉及政治、恐怖主義或贪污腐败等问题上。”
2020年7月24日，聯合國官員敦促尼日利亞當局立即釋放著名的人權捍衛者穆巴拉克·巴拉（Mubarak Bala），他因褻瀆神明而被拘留了兩個多月。
2020年9月下旬，聯合國人權專家敦促尼日利亞當局釋放歌手 Yahaya Sharif-Aminu，後者因涉嫌褻瀆神靈的歌曲而被定罪並被判處死刑。聯合國人權特別程序小組聲稱，一群人於3月4日燒毀了歌手的家。
2021年6月4日，尼日利亚總統穆罕默杜·布哈里发布的一則推文被Twitter以煽動暴力和人身威脅的理由而遭刪除後，尼日利亞聯邦政府宣布禁止使用Twitter。

## 政府違規行為
尼日利亞安全部隊經常被指控進行任意逮捕、酷刑、強迫失踪、暗殺和法外即決處決。這些濫用行為通常發生在尼日利亞政府的安全行動範圍內，或者針對政治和宗教組織和個人。安全部隊多次发动大規模殺害政治反對派和煽動者的事件。

### 軍隊
2020年3月，在博爾諾州難民營食物短缺时期，一些尼日利亞軍隊士兵将妇女单独设置带至附属难民营中，用强奸等性剥削的方式给予妇女食物。自2015年以來，這些難民營食物短缺還導致數千人死亡。2020年4月4日，三名陸軍士兵因威脅強姦婦女而在拉各斯州被捕。2020年5月21日，兩名拉各斯州陸軍逃兵 Kehinde Elijah 和 Ezeh Joseph 因參與 2020 年 5 月 10 日謀殺一名警官而被捕。隨後被軍方拘留的槍手也被逮捕。

### 警察部隊
在尼日利亞，尼日利亞警察部隊通常被視為效率低下和腐敗。尼日利亞聯合特遣部隊（JTF）對博科聖地襲擊事件做出了不充分和暴力的反應。聯合特遣部隊在未經公平審判的情況下殺害嫌疑人，並隨機殺害涉嫌支持博科聖地的社區成員。這種粗暴的做法侵犯了人權，因為它無法獲得公平審判並使用歧視性技術來確定暴力犯罪者。
尼日利亞的警察在工作中存在包括敲詐勒索和挪用公款在内的大量腐敗和違法行為。也有警察在无法律授权的情况下收取公民过路费。警察未能平等保障公民所拥有的权利，富人可以通过贿赂警察从而获得保护伞。
2019年8月2日，尼日利亞警察部隊反邪教小組的兩名警官Ogunyemi Olalekan探长和Godwin Orji中士在拉各斯的一次突襲中被捕並被控謀殺一名男子。2019年8月21日，四名反搶劫特別小組特工在光天化日之下槍殺兩名涉嫌竊聽電話的嫌疑人後，被捕並被指控犯有謀殺罪。
2020年1月5日，三名尼日利亞警察以拒絕解鎖手機为理由，殴打了一名名叫奧巴西的巴士乘客。2020年4月3日，一名尼日利亞警察因襲擊一名港口工人而被捕。  2020年4月18日，尼日利亞警方表示，兩名警察因毆打一名女子被捕
2020年4月28日，尼日利亞警察部隊的河流州警察司令部在法庭上傳訊前警長Bitrus Osaiah，罪名是在上週突擊搜查街頭交易和非法停車場時射殺了他的女同事Lavender Elekwachi。前日，奧賽亞因殺害同樣擁有中士軍銜的埃列克瓦奇而被降級為警官。據報導，奧賽亞實際上因殺人被捕。2020年5月21日，Ilemba Hausa 分區警官 Yahaha Adeshina 因協助 Kehinde Elijah 和 Ezeh Joseph 於 2020 年 5 月 10 日謀殺了 Onalaja Onajide 中士而被捕。三人都因“暴力犯罪”而被通緝。2020年5月30日，兩名拉各斯警察因射殺一名16歲女孩而被捕。
尼日利亞警察会通过勒索当地居民获利。2019年7月30日，三名阿南布拉州警察因勒索三位平民而被捕。2019 年11月10日，尼日利亞警方發表聲明稱，安全公路巡邏人員Onuh Makedomu 在被拍到在拉各斯接受一名駕車者的賄賂後被捕。2020年3月9日，來自拉各斯的兩名尼日利亞警察、助理警司Adebayo Ojo 和Adeleke Mojisola警長均因敲詐勒索一名婦女而被捕。2020 年 4 月 11 日，拉各斯Taloju Martins督察在被拍到勒索駕車者後被捕。2020 年6月3日，阿达马瓦州警局宣布，其一名警官因謀殺一名拒絕向他行賄的摩托車駕駛者而被捕。
2020年7月31日，尼日利亞警察部隊河流司令部的檢查官彼得·埃巴（Peter Ebah）因在河流州泰伊地區的一個檢查站強姦一名未戴口罩的婦女而被捕。截至2020年9月9日，他仍因強姦罪被拘留。尼日利亞警察在阿布賈強奸了於2019年4月因在夜總會從事非法活動而被捕的65名婦女中的一些，因為她們拒絕向警察行賄以獲釋。

### 反搶劫特別小組
2020年10月22日，尼日利亞總統穆罕默杜·布哈里在公開講話中證實，尼日利亞備受爭議的反搶劫特別小組（SARS）已被解散，以響應廣泛的EndSARS抗議活動的要求。他還指責SARS的一些成員在該部隊運作時犯下了“過度使用武力的行為”。計劃以勒索、強姦和謀殺罪起訴一些前反搶劫特別小組成員。
許多尼日利亞人長期以來一直指責這個有爭議的警察部門犯有敲詐勒索、強姦、酷刑和謀殺的行為。2020年10月21日，聯合國秘書長安东尼奥·古特雷斯發表聲明批評尼日利亞當局，因為在拉各斯的暴力升級中，許多抗議者被槍殺。國際特赦組織報告說，至少有12人被槍殺，但政府在10月份確認只有兩人死亡。11月，政府承認警方在萊基進行了實彈射擊。2020年12月，政府確認有51名平民、11名警察和7名士兵在警民衝突中喪生。抗議者要求警察改革，萊基收費站已成為尼日利亞人的口號。

### 腐敗
尼日利亞被认为是世界上腐敗程度最高的國家之一。尤其是政府公务部门，包括竊取公共資金和收受賄賂。據估計，從1999年到2007年，該國每年因腐敗而損失約4-80億美元。
政客們經常利用公共資金來推進他們的政治生涯，並收買幫派以幫助他們操縱選舉。1999年、2003年和2007年軍事統治結束以來的選舉是血腥的，並被公開操縱。 2007年，投票箱明顯被有償的流氓塞滿，在某些情況下，選舉結果是捏造的。人權觀察估計至少有 300 人因 2007年選舉而喪生，據人權觀察2007年3月電話採訪尼日利亞國家選舉主任德里克·馬可引述，這被認為是保守估計。這些措施暴力和恐嚇阻礙了公眾投票，那些出來投票的人會受到僱傭團伙的襲擊。
目前的尼日利亞第四共和國加強了反腐敗法律。作為其努力的一部分，政府於2000年代初成立了獨立腐敗行為委員會和尼日利亞經濟和金融犯罪委員會。然而，由於之前的腐敗制度化，反腐敗鬥爭仍在進行中。這些反腐敗機構已試圖解決這個問題，但在懲罰已定罪的罪犯方面顯得相當寬鬆。前埃多州州長拉基·诺萨哈雷·伊比尼迪恩承認挪用了 29 億奈拉（約合2420 萬美元）。然而，他與EFCC達成了認罪協商，通过缴纳350萬奈拉（约2.9万美元）罰款以逃脱服刑。截至2015年1月，許多高級政客仍未受到調查，只有低級官員被捕。
2015年，新當選的尼日利亞總統穆罕默杜·布哈里開始打击尼日利亞的腐敗问题。2018年5月，尼日利亞經濟和金融犯罪委員會宣布自2015年布哈里总统上任以來，已有603名尼日利亞人因腐敗指控被定罪。 尼日利亞經濟和金融犯罪委員會宣布，尼日利亞歷史上首次有法官和高級軍官，包括退休的政府首長，正因腐敗而受到起訴。2020年1月，透明国际的貪污感知指數將尼日利亞在180個國家中排名第146位。 儘管社會抗議警察的暴行，但社会還是呼籲政府增加警察工資，以便他們能夠將“保障公民生命財產安全得到充分補償”作為其五項訴求之一。

### 強制驅逐
在未做适当補償和搬迁准备，在未經他們同意和違背其意願的情況下，將人員暫時或永久地從其正常居住地的家鄉強行驅逐是侵犯人權的行为。這增加了国家流民、难民等失居问题。在包括尼日利亞在內的一些非洲國家，各級政府繼續在沒有足夠補償的情況下強行驅逐人們。就規模和總人口百分比而言，該國在撒哈拉以南非洲擁有最大的城市貧民窟人口，住房權利和驅逐中心將尼日利亞標記為一貫違反住房權利的國家。
2000年至2009年間，尼日利亞政府累计強制驅逐了超過200萬人。2003-2015年間仅在拉各斯州，便有Makoko Yaba、Ijora East、Ijora Badiya、PURA-NPA Bar Beach、Ikota Housing Estate、Ogudu Ori-Oke、Oshodi 的 Mosafejo、Agric-Owutu、Ageologo-Mile的社區12、Mile 2 Okokomaiko等社区居民被以開發為幌子遭到強行驅逐。2000年7月至9月期間，阿布賈至少有5万人在沒有事先通知或沒有足夠的替代住所的情況下被驅逐。政府聲稱驅逐是為了拆除破壞阿布賈發展總體規劃的社區和定居點。
在尼日利亞拉各斯州，隨著人口持續飆升造成住房短缺，強制驅逐的主要目的是開墾土地和建造豪華公寓。然而這滋生了歧視和不平等，因為豪華公寓不能滿足普通民眾的任何住房需求。2016年7月，拉各斯州濱水基礎設施發展部在發出72小時通知後，將Makoko的居民強行驅逐，Makoko是一個由六個村莊組成的濱水社區 - Oko Agbon、Adogbo、Migbewhe、Yanshiwhe、Sogunro 和 Apollo，沒有法庭命令。這導致估計有 30,000 人無家可歸。Makoko是世界銀行2億美元資助的拉各斯州政府拉各斯城市發展和治理項目（LMDGP）的目標九個社區之一，用於城市化、廢物管理、排水和供水。據說這個社區已經存在了100多年，最初是鄰國多哥和貝寧的漁民聚居地。
2013年2月，拉各斯州巴迪亞社區至少有266座被用作住宅和企業的建築物被州政府拆除。2013年4月商定的移民安置行動計劃沒有明確的補救措施來充分安置移民。巴迪亞是在世界銀行資助的2億美元拉各斯大都會發展和治理項目（LMDGP）中，從貧民窟升級為城市化的社區之一。該項目規定了最低限度的非自願移民，在絕對必要的情況下，必須與居民討論並同意，包括充分的通知、補償和明確的移民安置計劃。.
2016年至2017年間，漁民社區 Otodo-Gbame 和 Ilubrin 社區在被發出書面驅逐通知12天后遭強行驅逐，造成人員死亡。2017年1月，法院颁发禁止強行驅逐的禁令，但在2017年3月17日，海濱社區伊泰多内有超過3万5千居民在清晨被強行驅逐，甚至有些人还未睡醒。2019年，聯合國適足住房權問題特別報告員要求尼日利亞政府宣佈在全國範圍內暫停強制驅逐。
2020年1月20日，政府因塔夸灣的一個海濱社區居民通過沿海灘的管道盜竊石油，被保安人員強行驅逐。

## 博科聖地
博科聖地是一個伊斯蘭恐怖組織，主要攻擊政府官員、基督徒和公開反對他們的行為或被認為幫助政府的“叛徒穆斯林”。恐怖袭击主要集中在尼日利亞東北部。 博科聖地曾殺害平民、綁架婦女和女孩、強行征兵、采用童兵，曾摧毀房屋和學校。
2014年4月14日，博科聖地綁架了北部奇博克鎮一所中學約230名女學生，该事件引发國際關注。博科聖地領導人阿布巴卡爾·謝考聲稱這些女孩已經皈依了伊斯蘭教，並威脅要將她們作為妻子或奴隸以每人12.50美元的價格賣給博科聖地成員。博科聖地還襲擊了约贝州的學校，迫使數百名年輕人加入他們的部隊，並殺死了那些拒絕加入的人。
2015年1月3日至7日，博科聖地武裝分子佔領並夷平了巴加鎮，據報導在巴加大屠殺中博科聖地至少殺死了150人。
根據聯合國兒童基金會的一份報告，博科聖地在2013年至2018年期間綁架了1,000多名兒童，其中包括276名奇博克女學生。超過100名女學生仍然處於失蹤狀態。
2020年12月2日，尼日利亞東北部发生残酷屠杀，博尔诺州76名農民遇难，博科聖地聖戰分子宣布为此事负责，目的是為報復幫助过尼日利亞軍隊的農民。

## 社會權利和平等

### 女性
儘管1999年憲法給予女性保護，但尼日利亞婦女的人权保障仍遭受侵犯。不管尼日利亞上級法院是否有機會處理違憲問題，婦女並不經常使用這一選擇，因此，繼續發生許多違法行為。 
女性拥有享有一定程度的參與經濟活動的自主權，但從社會角度來看，男性通常控制著土地和金錢。根據她們與重要男性的關係，受過教育的女性可能享有更高的社會地位。教育為許多女性提供了獲得工資勞動的機會，而這通常不受男性直接控制，但女性往往仍受到社會期望和界限的限制。即使女性有就業機會，尼日利亞的社會傳統也默认家庭妇女才是女性应承担的主要角色。
在尼日利亞，寡婦往往会面臨不公，承受著非人權的文化壓力。在守寡實踐中，文化要求當社區中的重要人物去世時，他的遺孀必須按照 Akpo Offiong Bassey 在她對克羅斯河州的研究中記錄的某種方式行事。在一些尼日利亞部落文化中，寡婦最初必須隱居，不允許他們淋浴或換衣服，必須在身上擦牛糞和棕櫚油，還必須睡在地板上。寡婦也應該穿著意指哀悼的黑色衣服，守寡兩年來表达她们對已故丈夫的悼念和尊重。
除了哀悼之外，寡婦還有涉及生活狀況和財產處理的擔憂，在大多數情況下，長子而不是寡婦繼承了全部財產。女性在文化上被視為財產，可以像丈夫的其他財產一樣被繼承。寡婦是否可以繼續居住在財產上，取決於她與長子的關係，如果沒有兒子，則取決於她丈夫的最大男性親屬，也有女性在退還彩禮後必須返回婚前住所的情況。缺乏足夠的財產權使得這些女性在單身、已婚或喪偶時依賴男性。
尼日利亞婦女也面臨警察和社會的虐待。2019年4月27日，聯邦首都特區警方突擊搜查了聯邦首都特區的夜總會，并逮捕了一些女性。事后，警察对这些遭拘留的女性實施了不人道的罪行。這一行動引发人權團體的廣泛譴責，並呼籲釋放她們並起訴這些官員。

### 童工和童婚
尼日利亞5至14歲的兒童中有31%（約1400万名兒童）是在各個部門從事強迫勞動的童工。據國際勞工組織稱，估計尼日利亞有超過1500萬的童工。根據該部的童工或強迫勞動生產的商品清單，可可、木薯生產等農業部門以及砂石採礦業中都觀察到了童工現象。
尼日利亞的特點是有許多小農場，在農場經營中主要依賴家庭勞動力。在尼日利亞，大多數童工出現在非正規農業部門。生活在尼日利亞農村地區的兒童中有50%以上沒有上學，每週工作時間超過20小時。
早婚在尼日利亞很普遍，尤其是在北部的穆斯林中，因為貧困和人們認為早婚可以防止濫交。許多女孩在15歲時就結婚，有些女孩早在9歲就結婚。這些女孩極易受到疾病和家庭暴力的影響，她們生育的年齡過早和受教育的不足限制了她們照顧孩子的能力。
1991年首次提出並於2003年成為國家法律的《兒童權利法》規定，在涉及兒童的所有事項中，可以提交法院進行裁決，兒童的最大利益是最重要的考慮。在保護兒童免受虐待和歧視的其他因素中，該法案第21條和第23條規定，未滿18歲的兒童結婚是非法的。如果丈夫與女童完婚，則被視為強姦。
《兒童權利法》與某些州的伊斯蘭教法以及不同地區的習俗和文化相衝突。尼日利亞36個州中有13個州尚未頒布《兒童權利法》，這些州的其他文化和宗教因素在很大程度上影響了已頒布的法律。即使在法律禁止童婚的州，這些法律也一直無法發揮作用，因為仍有許多童婚案例。

### 少數民族
自1960年尼日利亞獨立以來，少數民族一直在爭取平等權利。少數民族之間的許多緊張關係源於尼日利亞的聯邦制度，許多少數民族認為政府結構偏向於支持三大民族：北部的豪薩族、西部的约鲁巴人和東部的伊博族。他們認為該聯合不包括少數民族，這導致少數民族被邊緣化。
自尼日利亞獨立以來，少數民族聯合起來要求組建新的州，將州的數量從1967年的12個增加到目前的36個，試圖削弱占主導地位的少數民族的地區權力。然而，這只會導致較小的少數民族被國家內更強大的少數民族進一步邊緣化。此外，權力分享機制的有限存在意味著尼日利亞的國家領導權仍然掌握在多數族裔群體的手中。近來，由於卡杜纳州沿宗教路線的社區不斷受到襲擊，該州的南部和北部聚集在一起，尋求為雙方建立一個新的州。北部同意為他們保留卡杜納州，而南部則要求為他們建立古拉拉州。建立新州和新部門的呼聲可以追溯到該國不同地區聯邦和州政府的長期邊緣化。

### 宗教
尼日利亚憲法规定尼日利亞是一個世俗國家。憲法禁止設立國教，並保障宗教自由。尼日利亞的人口主要由国家南部的基督徒与北部的穆斯林构成，以及少數傳統宗教信徒。儘管憲法中有明確規定，尼日利亞的公共假期尊重基督教和穆斯林的節日，但不針對任何其他宗教的節日。政府只資助基督徒和穆斯林朝聖，並只允許在學校進行基督徒和穆斯林宗教教育。
自2000年1月以來，幾個北方州已將伊斯蘭教法制度化。伊斯蘭教法的頒布因其侵犯了基本權利而引起爭議，例如這些州內的少數群體信奉其宗教的權利、生命權以及免受殘忍和不尋常懲罰的自由。
從歷史上看，尼日利亞憲法允許伊斯蘭教法法院對某些案件具有管轄權，但其管轄權僅限於伊斯蘭屬人法或家庭法事務。北方的幾個州政府將伊斯蘭教法擴大到刑事犯罪，從而違反了憲法對官方宗教的禁止。這些州依賴於一項憲法條款，該條款允許伊斯蘭教法法院在引入伊斯蘭教法刑法時行使國家賦予它的其他管轄權。尼日利亞某些州實施伊斯蘭教法侵犯了穆斯林和非穆斯林的權利。願意接受憲法審判的穆斯林不能這樣做，非穆斯林被剝奪自由信奉宗教的權利。
伊斯蘭教法刑法的严苛刑法引发外界关注。在公民权利及政治权利国际公约中允許死刑，但应以最小痛苦、只适用于故意造成致命後果的嚴重犯罪。根據伊斯蘭教法，通姦會被處以石刑，這違反了《公民權利和政治權利國際公約》規定的兩個要件。